# Карпентер, Хамфри
Ха́мфри Уи́льям Бу́вери Ка́рпентер (англ. Humphrey William Bouverie Carpenter; 29 апреля 1946, Оксфорд — 4 января 2005, там же) — английский биограф, писатель, музыкант и радиоведущий. Наиболее известен как автор биографий английского писателя Джона Р. Р. Толкина (1892—1973) и других участников литературного кружка «Инклинги».

## Ранние годы
Родился в Оксфорде, там же провёл почти всю свою жизнь. Его отцом был Гарри Карпентер, епископ Оксфорда, а матерью — Урит Моника Тревелиан, которая работала учителем по методике Фребеля. В детстве жил в Уорденс-лоджингс в Кибл-колледже, где его отец был ректором до назначения епископом Оксфорда. Хамфри окончил Дрэгон-скул и Марлборо-колледж, затем изучал английскую филологию в Кибл-колледже.

## Документальные книги
В 1977 году вышла его книга «Дж. Р. Р. Толкин: Биография», которая с тех пор считается «классической биографией» Джона Р. Р. Толкина. В 1978 году он выпустил книгу «Инклинги: К. С. Льюис, Дж. Р. Р. Толкин, Чарльз Уильямс и их друзья» (в 1980 году за эту книгу Карпентер получил премию Сомерсета Моэма). В 1981 году вышла книга «Письма Дж. Р. Р. Толкина», в которой он был главным редактором. Также Карпентер написал биографии Уистена Одена (1981), Эзры Паунда (1988), Ивлин Во (1989), Бенджамина Бриттена (1992), Роберта Ранси (1997), Денниса Поттера и Спайка Миллигана (2004). Также он написал книгу «Гении вместе: Американские писатели в Париже в 1920-е годы» (1987). Уже после смерти Карпентера была опубликована его последняя книга «Семь жизней Джона Марри» (2008) о шотландском книгоиздателе.

## Книги для детей
Написал популярную в Великобритании серию детских книг «Мистер Маджейка», по которым впоследствии сняли телесериал.

## Работа на радио
Работал на Би-би-си радио в Оксфорде, где познакомился с Мэри Причард; в 1973 году они поженились. Впоследствии вел радиопередачи на BBC Radio 3 и BBC Radio 4.

## Джаз-музыка и детская драма
Был музыкантом-любителем. Играл на пианино, саксофоне и контрабасе (на контрабасе играл профессионально в составе танцевальной группы в 1970-е годы). В 1983 году основал джазовую группу Vile Bodies, которая многие годы играла в легендарном лондонском отеле «Риц». Также Карпентер основал детскую театральную группу Mushy Pea в Оксфорде, которая представила мюзиклы Mr Majeika: The Musical и Babes.

## Смерть
Умер 4 января 2005 года из-за остановки сердца. Последние годы жизни страдал от болезни Паркинсона. Похоронен на Вулверкотском кладбище в Оксфорде, где также покоится Джон Р. Р. Толкин.